# Anna Ottosson Blixth
Anna Helene Ottosson Blixth, född 18 maj 1976 i Östersund, är en svensk före detta utförsåkare som bland annat deltagit i OS 1998, 2002 och 2006 där hon tog brons i storslalom. Från säsongen 2009–2010 är Ottosson-Blixth expertkommentator av alpina tävlingar i SVT.
Hennes enda världscupsseger, även den i storslalom, togs den 23 januari 2000 i Cortina d'Ampezzo. Hon har totalt sex pallplatser i världscupen, varav fem i storslalom och en i slalom.
Under VM 2007 i Åre tog Anna Ottosson silvermedalj i nationstävlingen efter att som enda svensk ha vunnit sitt åk (heat 1 - slalom), och dessutom kört in på en fjärde plats i super-G (heat 3).
Ottosson bor i Östersund, Jämtland, tillsammans med tävlingscyklisten Jens Blixth som hon gifte sig med i Åre vintern 2008.

## Tävlingar där Anna Ottosson deltagit

### Olympiska vinterspel
- Turin 2006:
  - Damernas storslalom - Brons

### Världsmästerskap
- Åre 2007:
  - Nationstävlingen - Silver

## Världscupseger
| Datum           | Ort               | Land    | Disciplin  |
| --------------- | ----------------- | ------- | ---------- |
| 23 januari 2000 | Cortina d'Ampezzo | Italien | Storslalom |

### Fotnoter
1. ↑  ”Trainerchaos bei den Skidamen” (på tyska). Spiegel. 23 januari 2000. http://www.spiegel.de/sport/sonst/ski-alpin-trainerchaos-bei-den-skidamen-a-60892.html. Läst 10 augusti 2018.